# Luisa Della Noce
Luisa Della Noce (San Giorgio di Nogaro, 28 d'abril de 1923 – Roma, 15 de maig de 2008) ha estat una actriu italiana. Va començar a treballar com a model a Roma. La seva carrera com a actriu de cinema va començar el 1952 amb L'ultima sentenza de Mario Bonnard. El 1956 va aconseguir el paper que la va consagrar, l'esposa de Pietro Germi, actor i director d' Il ferroviere. Gràcies a aquest paper va obtenir el premi a la millor actriu al Festival Internacional de Cinema de Sant Sebastià 1956.

## Filmografia
- L'ultima sentenza, dirigida per Mario Bonnard (1951)
- Wanda, la peccatrice, dirigida per Duilio Coletti (1952)
- L'arte di arrangiarsi, dirigida per Luigi Zampa (1954)
- Il ferroviere, dirigida per Pietro Germi (1956)
- L'uomo di paglia, dirigida per Pietro Germi (1958)
- Parque de Madrid, dirigida per Enrique Cahen Salaberry (1959)
- Giacobbe, l'uomo che lottò con Dio, dirigida per Marcello Baldi (1963)
- Oltraggio al pudore, dirigida per Silvio Amadio (1964)
- Giulietta degli spiriti, dirigida per Federico Fellini (1965)
- John il bastardo, dirigida per Armando Crispino (1967)
- Con lui cavalca la morte, dirigida per Giuseppe Vari (1970)
- Identificazione di una donna, dirigida per Michelangelo Antonioni (1982)